# Småborre

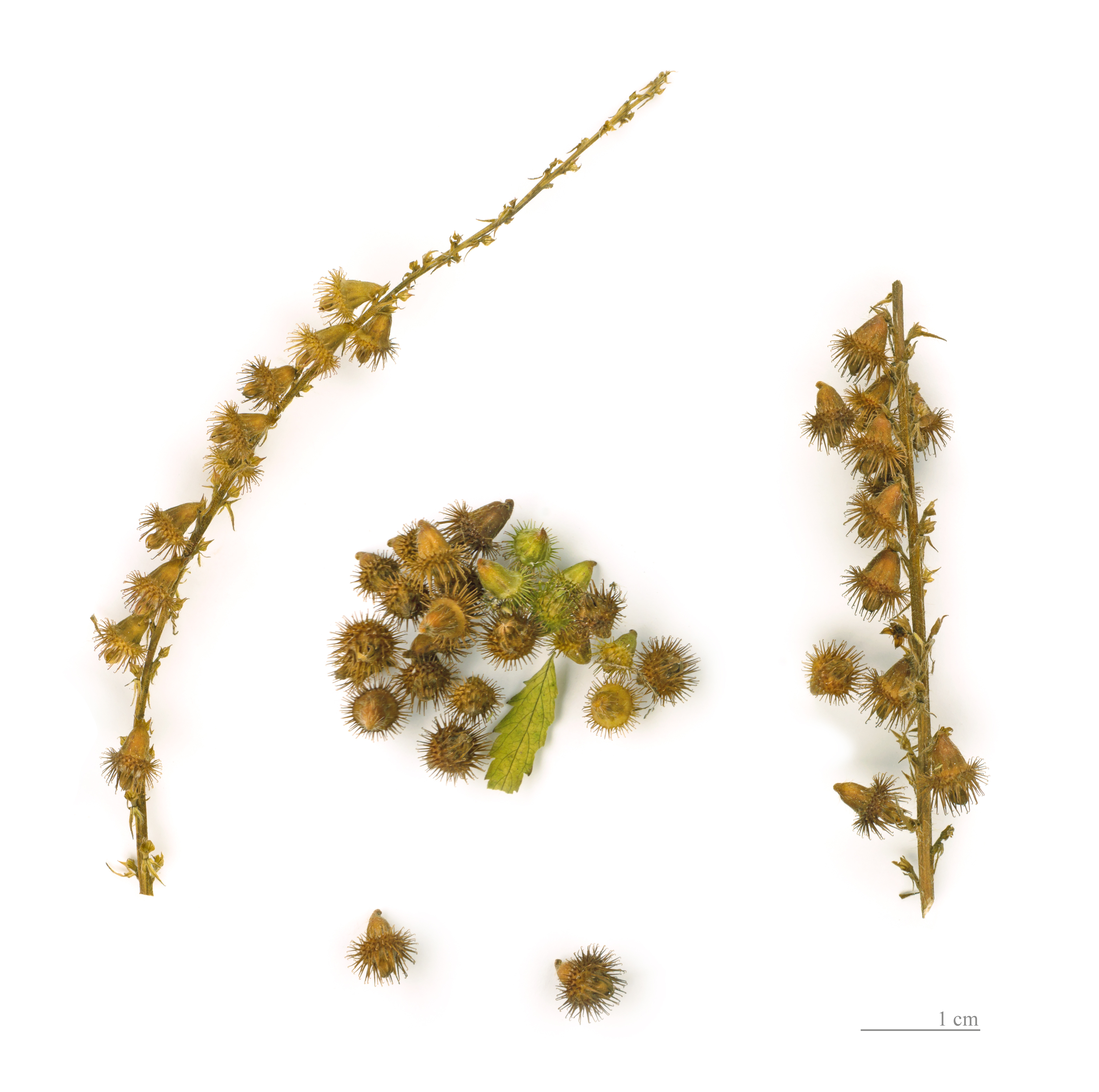
Agrimonia eupatoria

Småborre (Agrimonia eupatoria) är en växtart i familjen rosväxter. 
Växten kallas även Åkermönja eller Åkergräs

## Egenskaper
Småborre är en på ängsbackar förekommande, högväxt flerårig ört, med rosettställda, olikformigt delade blad och gula blommor i axlika blomställningar. Frukterna sprids lätt genom att blombottnen, på vilken de sitter, är försedd med krökta borst (omvandlade ytterfoderblad) och därför lätt häftar vid djur och människor.